# 波密镰叶报春
波密镰叶报春（学名：Primula falcifolia var. farinifera）为报春花科报春花属下的一个变种。

## 扩展阅读
- 維基物種上的相關：波密镰叶报春